# Sonchus
Sonchus L., 1753 è un genere di piante angiosperme dicotiledoni della famiglia delle Asteraceae.

## Etimologia
Il nome del genere (Sonchus) ha probabilmente origine nel periodo classico antico, infatti era usato già ai tempi di Teofrasto e di Plinio.

Il nome scientifico della pianta di questa voce è stato proposto da Carl von Linné (1707 – 1778) biologo e scrittore svedese, considerato il padre della moderna classificazione scientifica degli organismi viventi, nella pubblicazione "Species Plantarum" del 1753.

## Descrizione

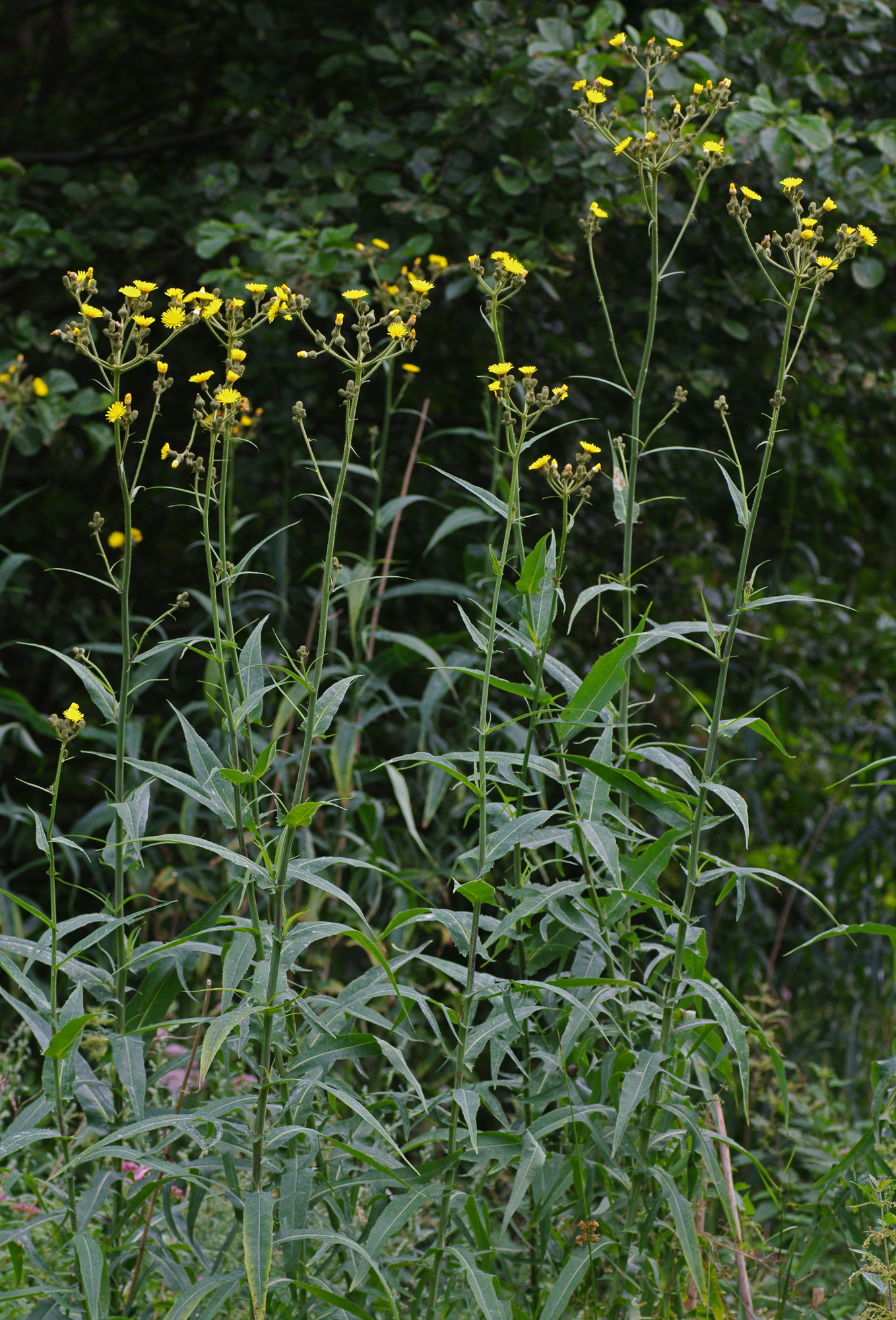
Il portamento
Sonchus palustris

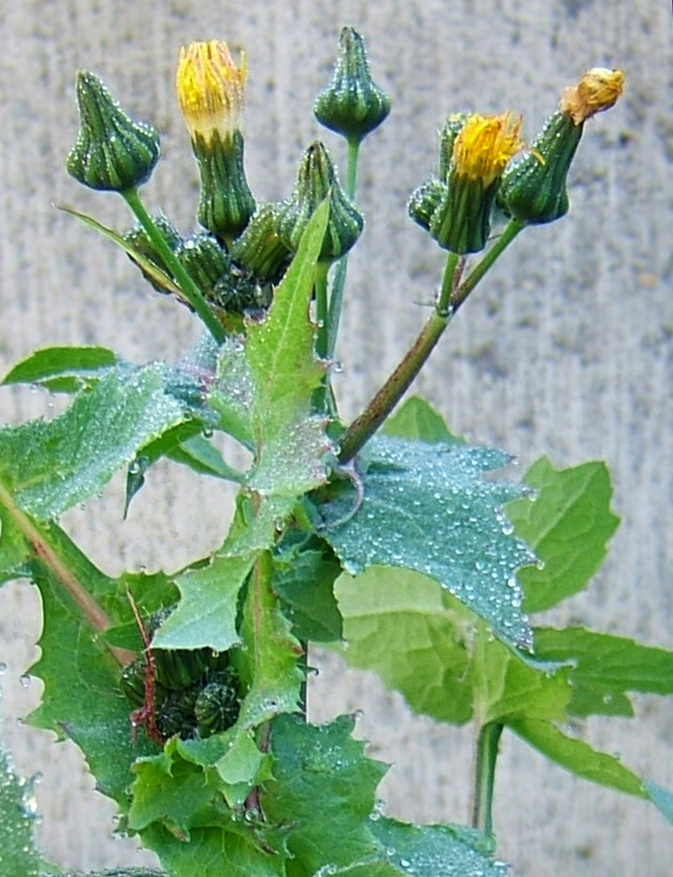
Le foglie
Sonchus oleraceus

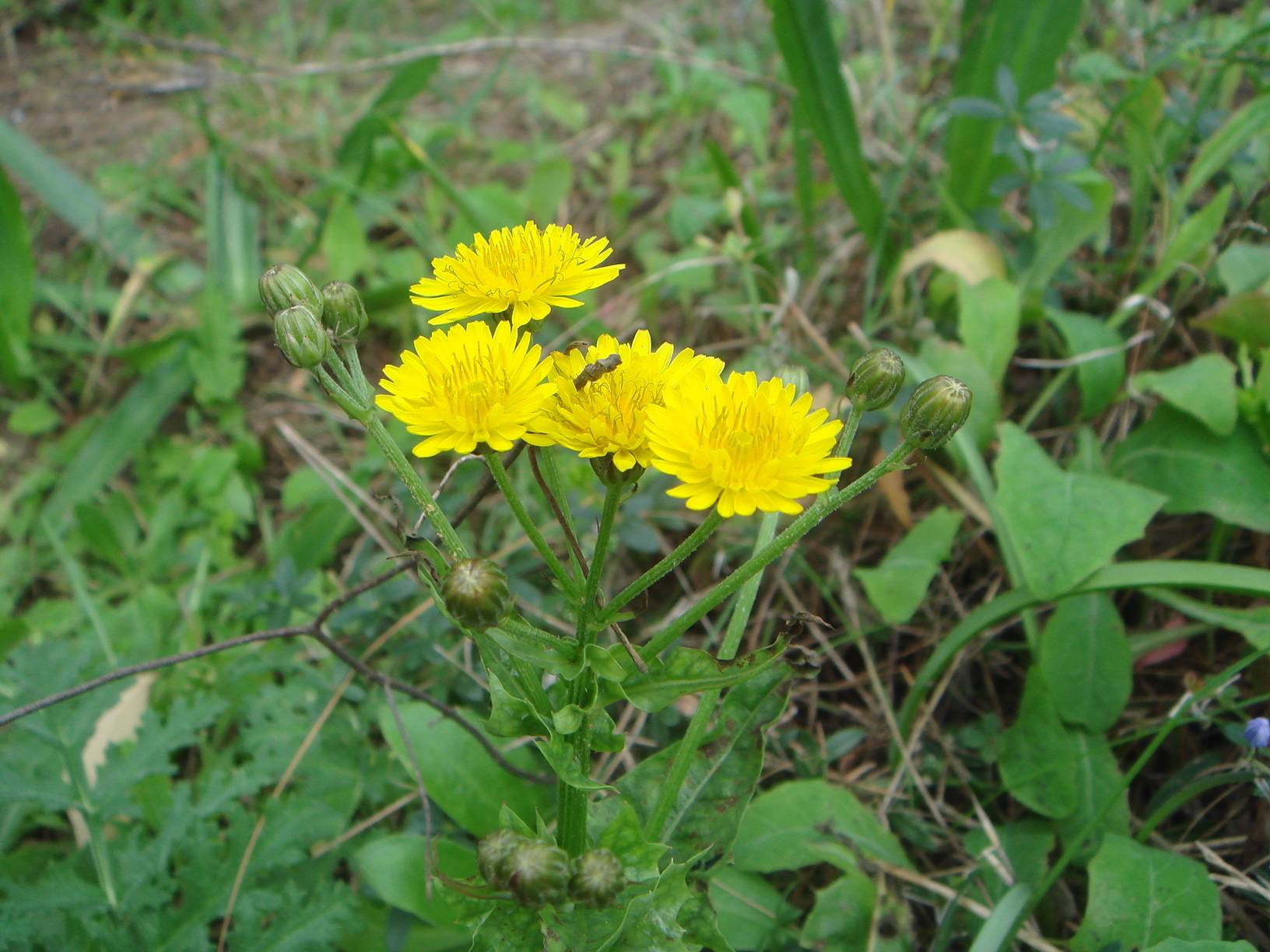
Infiorescenza
Sonchus maritimus

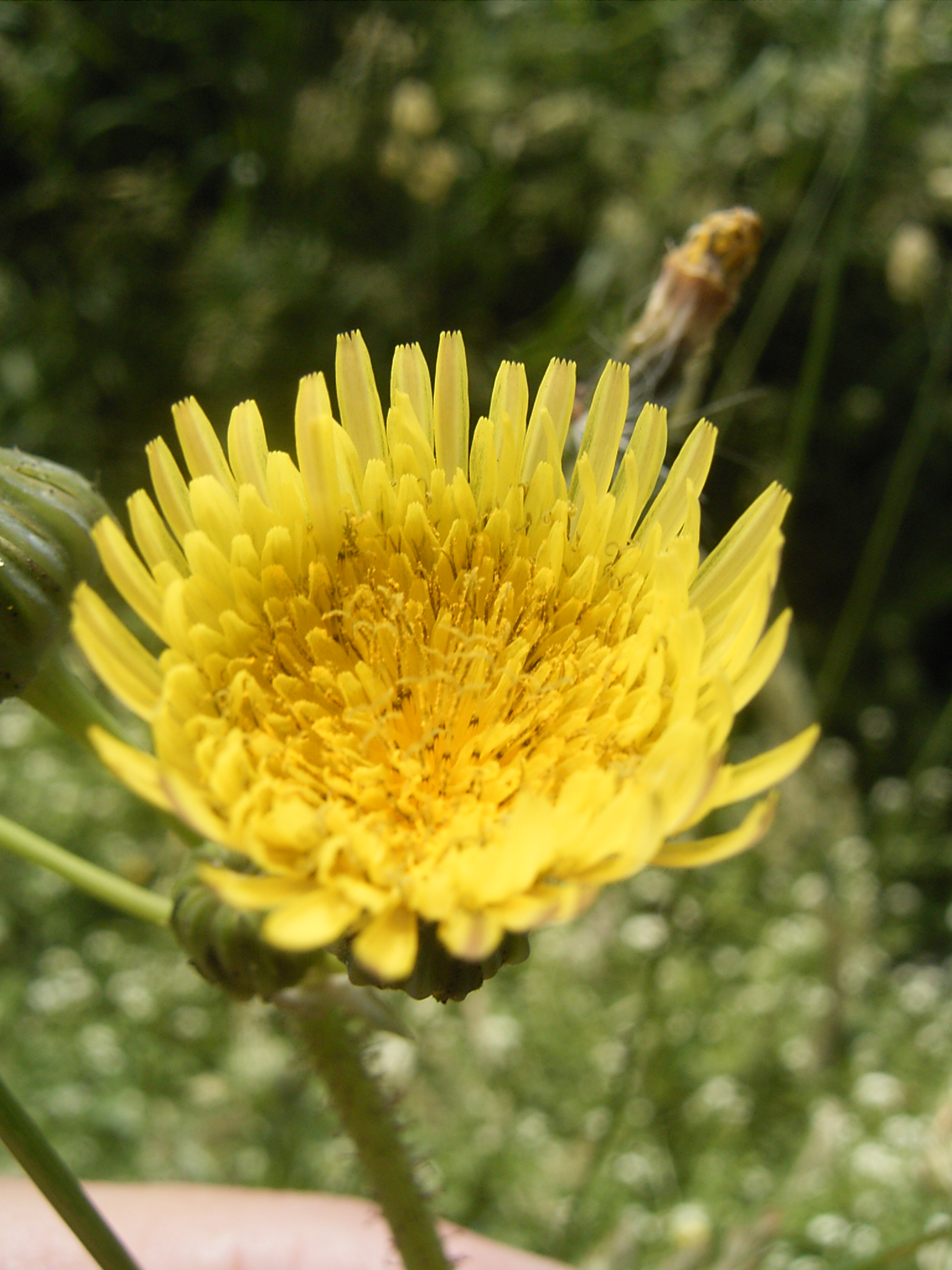
I fiori
Sonchus asper

Habitus. La forma biologica prevalente del genere è emicriptofita scaposa (H scap), ossia sono piante a ciclo biologico perenne, con gemme svernanti al livello del suolo e protette dalla lettiera o dalla neve, spesso sono dotate di un asse fiorale eretto e privo di foglie. Sono presenti anche forme emicriptofite bienni (H bienn) e terofite scapose (T scap). Queste piante sono considerate più o meno succulente, suffruticose e a volte anche frutescenti. In genere sono glabre ma a volte sono ricoperte da ghiandole stipitate.
Fusto.
- Parte ipogea: la parte sotterranea nella maggioranza dei casi è un rizoma, a volte anche ingrossato; ma sono presenti anche fittoni e organi sotterranei stoloniferi. Le radici in genere sono secondarie da rizoma.
- Parte epigea: la parte aerea del fusto è eretta con superficie liscia e glabra (spesso i fusti sono vuoti); la ramosità è nella parte alta, oppure distribuita regolarmente lungo il caule. La parte basale può essere legnosa. Queste piante sono alte da pochi decimetri fino a 2 m (massimo 3,5 m).

Foglie. La disposizione delle foglie è alternata e si dividono in inferiori e cauline. Quelle inferiori hanno una lamina a contorno più o meno da oblungo a lanceolato inciso da 2 - 3 copie di grossolani lobi e un lobo terminale acuto; in alcuni casi (ma raramente) le foglie possono avere una doppia dentatura grossolana senza evidenti lobi (a bordo continuo); la consistenza della lamina è coriacea (quasi succulenta); la superficie può presentarsi glaucescente, mentre i bordi possono essere spinulosi; in genere queste foglie sono picciolate. Il picciolo può essere alato. Le foglie cauline superiori sono progressivamente minori (meno lobate e con lamina quasi lineare) con base amplessicaule; possiedono inoltre delle orecchiette basali semiamplessicauli. In alcuni casi le foglie cauline si presentano simili ad una rosetta.
Infiorescenza. Le infiorescenze sono composte da capolini in formazione più o meno corimbosa con peduncoli ghiandolosi (le ghiandole sono nere o gialle) oppure privi di ghiandole. I capolini sono formati da un involucro a forma cilindrica o piriforme o conica composto da brattee (o squame) disposte in modo embricato su 2 - 4 (o anche 5) serie all'interno delle quali un ricettacolo fa da base ai fiori tutti ligulati. I capolini spesso sono pauciflori. Le squame, da 27 a 50, in genere sono ineguali e quelle esterne hanno una forma lanceolata, deltata o lineare con apici acuti; i margini possono essere scariosi (ma non traslucidi); con il tempo in alcune specie si inspessiscono e si induriscono. Il ricettacolo è nudo, senza pagliette a protezione della base dei fiori; può essere da piatto a convesso ed è glabro. Diametro dell'involucro: 5 – 15 mm.
Fiori. I fiori sono tutti del tipo ligulato (il tipo tubuloso, i fiori del disco, presente nella maggioranza delle Asteraceae, qui è assente), sono tetra-ciclici (ossia sono presenti 4 verticilli: calice – corolla – androceo – gineceo) e pentameri (ogni verticillo ha 5 elementi). I fiori, da 80 a 250, sono ermafroditi e zigomorfi.
- Formula fiorale:

*/x K {\displaystyle \infty }, [C (5), A (5)], G 2 (infero), achenio
- Calice: i sepali del calice sono ridotti ad una coroncina di squame.
- Corolla: le corolle sono formate da una parte iniziale tubulosa e una ligula terminante con 5 denti; i tubi sono lunghi più o meno come le ligule. La corolla è colorata da giallo ad arancione.
- Androceo: gli stami sono 5 con filamenti liberi, mentre le antere sono saldate in un manicotto (o tubo) circondante lo stilo.[16] Le antere, sagittate, alla base sono acute; il colore varia da giallastro a bruno. Il polline è tricolporato.[17]
- Gineceo: lo stilo è filiforme con peli sul lato inferiore. Gli stigmi dello stilo sono due divergenti e ricurvi con la superficie stigmatica posizionata internamente (vicino alla base); sono gialli oppure verde-olivastri e minutamente pelosi.[18] L'ovario è infero uniloculare formato da 2 carpelli

Frutti. I frutti sono degli acheni con pappo. Gli acheni hanno una forma compressa con 3 - 5 coste rugose longitudinali per lato, sono ristretti alla base ma non all'apice (sono troncati e senza becco); il colore varia da giallo paglierino o rossiccio al bruno scuro. Il pappo è formato da 80 - 100 setole semplici e fragili distribuite su una 2 - 3 serie; la colorazione è sul biancastro.

## Biologia
- Impollinazione: l'impollinazione avviene tramite insetti (impollinazione entomogama tramite farfalle diurne e notturne).
- Riproduzione: la fecondazione avviene fondamentalmente tramite l'impollinazione dei fiori (vedi sopra).
- Dispersione: i semi (gli acheni) cadendo a terra sono successivamente dispersi soprattutto da insetti tipo formiche (disseminazione mirmecoria). In questo tipo di piante avviene anche un altro tipo di dispersione: zoocoria. Infatti gli uncini delle brattee dell'involucro si agganciano ai peli degli animali di passaggio disperdendo così anche su lunghe distanze i semi della pianta.

## Distribuzione e habitat
In Italia questo genere è relativamente comune su tutto il territorio. In Europa la maggioranza delle specie sono native delle Isole Canarie. Come habitat i "grespini" prediligono le rupi, i muri, i tetti, i ruderi, ma anche i luoghi coltivati; altre specie preferiscono i bordi dei corsi d'acqua o i prati paludosi. Fuori dall'Europa queste specie si trovano in Asia, Africa e Australia.

## Tassonomia
La famiglia di appartenenza di questa voce (Asteraceae o Compositae, nomen conservandum) probabilmente originaria del Sud America, è la più numerosa del mondo vegetale, comprende oltre 23.000 specie distribuite su 1.535 generi, oppure 22.750 specie e 1.530 generi secondo altre fonti (una delle checklist più aggiornata elenca fino a 1.679 generi). La famiglia attualmente (2021) è divisa in 16 sottofamiglie.

### Filogenesi

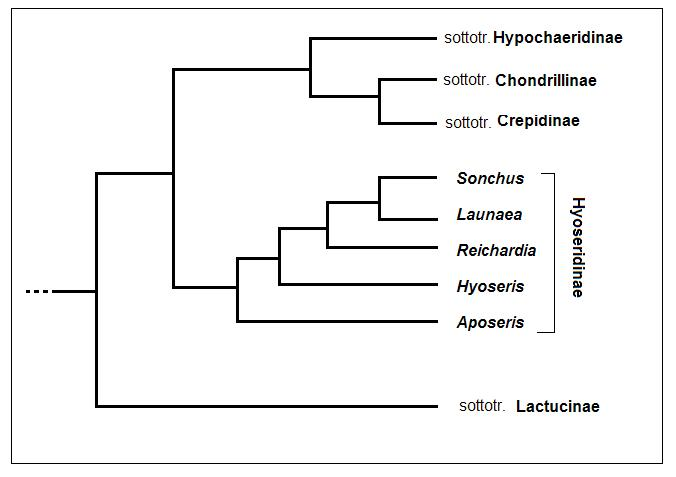
Cladogramma della sottotribù Hyoseridinae

Il genere di questa voce appartiene alla sottotribù Hyoseridinae della tribù Cichorieae (unica tribù della sottofamiglia Cichorioideae). In base ai dati filogenetici la sottofamiglia Cichorioideae è il terz'ultimo gruppo che si è separato dal nucleo delle Asteraceae (gli ultimi due sono Corymbioideae e Asteroideae). La sottotribù Hyoseridinae fa parte del "quarto" clade della tribù; in questo clade è in posizione "basale" vicina alla sottotribù Lactucinae.
I caratteri più distintivi per questa sottotribù (e quindi per i suoi generi) sono:
- le foglie delle rosette basali sono profondamente dentate;
- la forma dell'achenio varia da ellissoide-fusiforme a oblunga-obovoide;
- il pappo può essere dimorfico (formato da setole e peli cotonosi);
- il pappo è formato da setole sottili e flessibili.

Il genere Sonchus insieme ai generi Launaea, Hyoseris,  Reichardia e Aposeris formano un gruppo fortemente monofiletico (e formano la sottotribù Hyoseridinae). In questo gruppo Sonchus, da un punto di vista filogenetico, si trova nel "core" della sottotribù e risulta “fratello” del genere Launaea. Il cladogramma a lato dimostra graficamente i vari rapporti filogenetici tra i generi della sottotribù e tra le sottotribù “vicine”.
La circoscrizione di questo genere è ancora in via di definizione. Il genere come è composto attualmente si presenta molto polifiletico (ma anche parafiletico) e sono necessari ulteriori studi per ri-circoscrivere il genere. Secondo lo studio citato il gruppo Sonchus s.l. si suddivide in 6 cladi:
- Sonchus subg. Sonchus, sections Sonchus & Asperi: in riferimento alla flora spontanea italiana queste due sezioni contengono tre specie (S. tenerrimus, S. asper e S. oleraceus); entrambe le sezioni non sono monofiletiche, ma probabilmente assieme formano un gruppo monofiletico.
- Sonchus subg. Origosonchus: questo gruppo sembra essere abbastanza monofiletico (è l'unico sottogenere naturale all'interno dei Sonchus); è formato da specie erbacee perenni con pappo persistente distribuite nell'Africa (Sub-Sahara e Madagascar);
- Sonchus subg. Sonchus, sections Maritimi e Arvenses: (specie italiane presenti nel gruppo: S. arvensis e S. maritimus) in questo clade sono compresi anche tre generi distribuiti tra le Isole del Pacifico (Kirkianella, Embergeria e Actites); i legami tra questi generi e i Sonchus non sono ancora molto chiari; inoltre dai dati finora raccolti non sembra che le due sezioni (Maritimi e Arvenses) siano monofiletiche, forse la sezione Arvenses si è evoluta dalla sezione Maritimi (in Arvenses sono presenti molti tipi poliploidi);
- Sonchus subg. Sonchus, section Pustulati: la distribuzione di questo gruppo è relativa alla Spagna, Marocco e Algeria;
- Sonchus palustris: (specie italiane presenti nel gruppo: S. palustris) la "palustris" è una pianta erbacea perenne con una distribuzione ampia e quasi globale;
- Woody Sonchus alliance: è un gruppo con piante di tipo suffruticoso distribuite soprattutto tra le isole della Macaronesia.

Ultimamente è stato aggiunto un quarto sottogenere Dendroseris per le specie del Pacifico sud-orientale e tutte le specie della flora spontanea italiana sono migrate nel subgen. Origosonchus.
I caratteri distintivi per le specie di questo genere sono:
- il portamento è vario, ma mai scaposo e stolonifero;
- gli acheni sono rugosi e compressi.

Il numero cromosomico delle specie di questo genere varia: 2n = 10, 14, 16, 18. Sono presenti specie diploidi, triploidi, tetraploidi, hexaploidi e octoploidi fino a 2n = 90 e 2n = 126.

### Specie del genere
Il genere attualmente ha 97 specie.

#### Visione sinottica delle specie italiane
Nella flora spontanea italiana sono presenti le seguenti 6 specie:
- 1A: il ciclo biologico delle piante è annuo o bienne; gli stigmi sono verde-olivacei;

- 2A: gli acheni sono lisci tra le coste; i margini delle foglie sono spinose;

Sonchus asper (L.) Hill - Grespino spinoso: l'altezza delle piante varia da 3 a 10 dm; il ciclo biologico è annuo o bienne; la forma biologica è terofita scaposa (T scap), ma anche (H bienn); il tipo corologico è Eurasiatico - Subcosmopolita; l'habitat tipico sono le colture sarchiate, gli orti e le vigne; la distribuzione sul territorio italiano è completa fino ad un'altitudine di 1.500 m s.l.m..
- 2B: gli acheni sono tubercolati o rugosi tra le coste; i margini delle foglie sono privi di spine;

Sonchus tenerrimus L. - Grespino sfrangiato: le foglie sono 1 - 2 pennatifide; la base delle foglie è strettamente cuneata; i margini sono subdentati e non sono spinosi; l'altezza delle piante varia da 2 a 10 dm; il ciclo biologico è annuo o biennale; la forma biologica è terofita scaposa (T scap), ma anche emicriptofita scaposa (H scap); il tipo corologico è Steno-Mediterraneo; l'habitat tipico sono le rupi e le pietraie, i muro, le aree incolte e gli orti; la distribuzione sul territorio italiano è al centro e al sud fino ad un'altitudine di 800 m s.l.m..
Sonchus oleraceus L. - Grespino comune:  le foglie variano da intere a lobate; la base delle foglie è tronca o astata; i margini sono dentati e spinosi; l'altezza delle piante varia da 2 a 10 dm; il ciclo biologico è annuo; la forma biologica è terofita scaposa (T scap); il tipo corologico è Subcosmopolita; l'habitat tipico sono le colture concimate, i muri e i bordi delle vie; la distribuzione sul territorio italiano è completa fino ad un'altitudine di 1.700 m s.l.m..
- 1B: il ciclo biologico delle piante è perenne; gli stigmi sono gialli;

- 3A: le brattee involucrali sono da 25 a 30; le ligule dei fiori sono più lunghe dei tubi della corolla;

Sonchus maritimus L. - Grespino marittimo: l'habitat di queste piante sono i litorali; l'altezza delle piante varia da 4 a 12 dm; il ciclo biologico è perenne; la forma biologica è emicriptofita scaposa (H scap); il tipo corologico è Euri-Mediterraneo (Alofita); l'habitat tipico sono le paludi subsalse dei litorali; la distribuzione sul territorio italiano è quasi completa.
- 3B: le brattee involucrali sono più di 35; le ligule dei fiori sono più lunghe come i tubi della corolla;

Sonchus palustris L. - Grespino di palude: l'habitat di queste piante sono gli ambienti umidi; l'altezza delle piante varia da 1 a 2 m; il ciclo biologico è perenne; la forma biologica è emicriptofita scaposa (H scap); il tipo corologico è Europeo - Caucasico; l'habitat tipico sono le paludi, le rive e le sponde dei corsi d'acqua; la distribuzione sul territorio italiano è al nord fino ad un'altitudine di 400 m s.l.m..
Sonchus arvensis L. - Grespino dei campi: i peduncoli sono ghiandolosi; i fiori sono lunghi da 12 a 13 mm;l'altezza delle piante varia da 5 a 15 dm; il ciclo biologico è perenne; la forma biologica è emicriptofita scaposa (H scap); il tipo corologico è Subcosmopolita; l'habitat tipico sono gli incolti, gli orti, le scarpate erbose e i bordi dei campi; la distribuzione sul territorio italiano è completa fino ad un'altitudine di 1.500 m s.l.m..

#### Specie della zona alpina
Per questo genere, quasi tutte le specie spontanee della flora italiana vivono sull'arco alpino. La tabella seguente mette in evidenza alcuni dati relativi all'habitat, al substrato e alla distribuzione delle specie alpine.
| Specie | Comunità vegetali | Piani vegetazionali | Substrato  | pH     | Livello trofico | H2O     | Ambiente | Zona alpina                               |
| --- | ----------------- | ------------------- | ---------- | ------ | --------------- | ------- | -------- | ----------------------------------------- |
| S. arvensis subsp. arvensis | 5                 | collinare montano   | Ca - Ca/Si | basico | alto            | medio   | A4 B1 B2 | tutto l'arco alpino (escluso IM SV CO BG) |
| S. arvensis subsp. uliginosus | 11                | collinare montano   | Ca - Si    | neutro | alto            | umido   | A4 B5 F3 | VR VC TN BZ                               |
| S. asper subsp. asper | 2                 | collinare montano   | Ca - Si    | neutro | alto            | medio   | B1 B2 B7 | tutto l'arco alpino (escluso SV CN CO BG) |
| S. asper subsp. galucescens | 2                 | collinare           | Ca - Si    | neutro | alto            | medio   | B1 B2 F3 | CN?                                       |
| S. oleraceus | 2                 | collinare montano   | Ca - Ca/Si | basico | alto            | medio   | B1 B2 B7 | tutto l'arco alpino                       |
| S. palustris | 11                | collinare           | Ca - Ca/Si | basico | alto            | bagnato | A3       | CN?                                       |
| Legenda e note alla tabella. Substrato con “Ca/Si” si intendono rocce di carattere intermedio (calcari silicei e simili); vengono prese in considerazione solo le zone alpine del territorio italiano (sono indicate le sigle delle province). Comunità vegetali: 2 = comunità terofitiche pioniere nitrofile; 5 = comunità perenni nitrofile; 11 = comunità delle macro- e megaforbie terrestri Ambienti: A3 = ambienti acquatici come rive, stagni, fossi e paludi; A4 = ambienti umidi, temporaneamente inondati o a umidità variabile; B1 = campi, colture e incolti; B2 = ambienti ruderali, scarpate; B5 = rive, vicinanze corsi d'acqua; B7 = parchi, giardini, terreni sportivi: F3 = prati e pascoli mesofili e igrofili |                   |                     |            |        |                 |         |          |                                           |

### Specie Euro-Mediterranee
In Europa) e nell'areale del Mediterraneo) sono presenti le seguenti specie (a parte quelle della flora spontanea italiana):
- Sonchus acaulis Dum. Cours., 1811 (Isole Canarie)
- Sonchus arboreus  DC., 1838 (Isole Canarie)
- Sonchus bornmuelleri  Pit., 1909 (Isole Canarie)
- Sonchus bourgeaui  Sch. Bip., 1850 (Isole Canarie e Marocco)
- Sonchus brachylobus  Sch. Bip., 1850 (Isole Canarie)
- Sonchus bupleuroides  (Font Quer) N. Kilian & Greuter, 2003 (Isole Canarie)
- Sonchus canariensis  (Sch. Bip.) Boulos, 1967 (Isole Canarie)
- Sonchus capillaris  Svent., 1960 (Isole Canarie)
- Sonchus cavanillesii  Caball., 1946 (Spagna)
- Sonchus congestus  Willd., 1807 (Isole Canarie)
- Sonchus crassifolius  Willd., 1803 (Spagna)
- Sonchus erzincanicus  V. A. Matthews, 1974 (Anatolia)
- Sonchus esperanzae  N. Kilian & Greuter, 2004 (Isole Canarie)
- Sonchus fauces-orci  Knoche, 1923 (Isole Canarie)
- Sonchus fruticosus  L. f., 1782 (Madera)
- Sonchus gandogeri  Pit., 1909 (Isole Canarie)
- Sonchus gomerensis  Boulos, 1967 (Isole Canarie)
- Sonchus gummifer  Link, 1828 (Isole Canarie)
- Sonchus heterophyllus  (Boulos) U. Reifenb. & A. Reifenb., 1966 (Isole Canarie)
- Sonchus hierrensis  (Pit.) Boulos, 1967 (Isole Canarie)
- Sonchus leptocephalus  Cass., 1830 (Isole Canarie)
- Sonchus lidii  Boulos, 1967 (Isole Canarie)
- Sonchus macrocarpus  Boulos & C. Jeffrey, 1967 (Egitto)
- Sonchus maculigerus  H. Lindb., 1932 (Marocco)
- Sonchus mauritanicus  Boiss. & Reut., 1852 (Marocco, Algeria e Tunisia)
- Sonchus microcarpus  (Boulos) U. Reifenb. & A. Reifenb., 1996 (Isole Canarie)
- Sonchus microcephalus  Mejías, 1990 (Spagna e Israele)
- Sonchus ortunoi  Svent., 1960 (Isole Canarie)
- Sonchus palmensis  (Webb) Boulos, 1967 (Isole Canarie)
- Sonchus pendulus  (Webb) Sennikov, 1999 (Isole Canarie)
- Sonchus pinnatifidus  Cav., 1801 (Isole Canarie e Marocco)
- Sonchus pinnatus  Aiton, 1789 (Madera)
- Sonchus pitardii  Boulos, 1967 (Isole Canarie)
- Sonchus platylepis  Webb, 1845 (Isole Canarie)
- Sonchus pustulatus  Willk., 1865 (Spagna, Marocco e Algeria)
- Sonchus radicatus  Aiton, 1789 (Isole Canarie)
- Sonchus regis-jubae  Pit., 1909 (Isole Canarie)
- Sonchus sosnowskyi  Schchian, 1949 (Armenia)
- Sonchus suberosus  Zohary & P. H. Davis, 1947 (Israele e Giordania)
- Sonchus sventenii  U. Reifenb. & A. Reifenb., 1996 (Isole Canarie)
- Sonchus tectifolius  Svent., 1969 (Isole Canarie)
- Sonchus tuberifer  Svent., 1948 (Isole Canarie)
- Sonchus ustulatus  Lowe, 1831 (Madera)
- Sonchus webbii  Sch. Bip., 1848 (Isole Canarie)
- Sonchus wildpretii  U. Reifenb. & A. Reifenb., 1992 (Isole Canarie)

### Sinonimi
L'entità di questa voce ha avuto nel tempo diverse nomenclature. L'elenco seguente indica alcuni tra i sinonimi più frequenti:
- Actites Lander
- Agalma  Steud.
- Atalanthus  D.Don
- Babcockia  Boulos
- Chrysoprenanthes  (Sch.Bip.) Bramwell
- Dendroseris  D.Don
- Embergeria  Boulos
- Hesperoseris  Skottsb.
- Kirkianella  Allan
- Lactucosonchus  (Sch.Bip.) Svent.
- Phoenicoseris  (Skottsb.) Skottsb.
- × Prenanthenia  Svent.
- Rea  Bertero ex Decne.
- Sonchidium  Pomel
- Sonchoseris  Fourr.
- × Sonchustenia  Svent.
- Sventenia  Font Quer
- Taeckholmia  Boulos
- Thamnoseris  F.Phil.
- Wildpretia  U.Reifenb. & A.Reifenb.

## Usi
L'interesse da parte dell'uomo per queste specie è minimo. Sonchus arvensis, Sonchus asper e Sonchus oleraceus a volte sono usate nella medicina popolare, mentre qualche utilizzo alimentare ha la specie Sonchus oleraceus.
Sono piantine molto importanti per le api, che ne raccolgono polline e nettare, perché fioriscono d'estate, quando le loro fonti di approvvigionamento spesso scarseggiano.